# Eero Heinonen
Pour les articles homonymes, voir Heinonen.
Eero Heinonen est le bassiste du  groupe The Rasmus. Il est né le 27 novembre 1979 à Helsinki en Finlande.
Il rencontre Lauri Ylönen leader et chanteur du groupe à 8 ans. Quand Lauri et Heinonen rentrent au lycée Suutarila au début des années 1990, ils rencontrent Pauli Rantasalmi et un peu plus tard Janne Heiskanen. Il a aussi écrit des chansons pour le groupe.